# Нарвик
На̀рвик (на норвежки: Narvik) е град и община в Норвегия.

## География
Град Нарвик е разположен по южното крайбрежие на фиорда Офутфьор на Норвежко море, фюлке Норлан, Северна Норвегия. Има пристанище, жп гара (крайна жп гара е на линията от шведския град Кируна до Нарвик) и аерогара (на около 30 км). От жп гарата на Нарвик не може да се пътува до останалите части на страната, тъй като няма жп линия към централна и южна Норвегия. Той е най-северният град на Норвегия с жп гара, а най-северният град с жп гара, от която може да се пътува из Норвегия е Будьо. Пристанището на Нарвик е удобно за износ на шведска желязна руда и финландска целулоза поради близостта му с тези две държави. Добре развит риболов. Обект на туризъм. Население 18 371 жители от преброяването към 1 юли 2008 г.

## Климат
Климатът на Нарвик е арктически. Средните температури през януари-февруари са около -4 градуса, а през юли около +13 градуса. Преминаването на топлото течение Гълфстрийм поддържа сравнително по-мека зима и не позволява замръзването на водите в пристанището на Нарвик. Студеният сезон продължава от ноември до началото на април, а топлият от юни до началото на септември. Най-много валежи падат през септември (около 100 мм на квадратен метър), а най-малко в края на април (около 40 мм на квадратен метър).

## История
По време на първата фаза на Втората Световна война – най-вече до капитулацията на Франция през юни 1940 г., като удобно за транспорт на шведска желязна руда до Германия пристанище, Нарвик се оказва със стратегическо значение. Градът е превзет от немска флота от разрушители в хода на кампанията по окупация на Норвегия на 9 април 1940 г. По стечение на обстоятелствата това съвпада по време с английските планове да установят контрол върху него и след две морски битки - от 10 и 13 април, градът е овладян от съюзниците, което е и едно от първите поражения на Вермахта във войната. Впоследствие под ръководството на норвежкия генерал Карл Густав Флайшер обединени военни части на Норвегия, Франция, Полша и Великобритания задържат контрола върху града до средата на юни 1940 г., когато след капитулацията на Франция и драстичната промяна на равновесието на силите в западна Европа са принудени да се оттеглят.

## Личности
Родени
- Андреас Маркусон (1893-1952), писател
- Ларс Нилсен (р.1953), журналист и философ
- Мортен Хари Олсен (р.1960), писател-романист
- Кристиан Хамер (р.1976), скиор, световен шампион

## Побратимени градове
- Кикинда, Сърбия
- Кируна, Швеция
- Нови Сонч, Полша
- Рованиеми, Финландия